# Шорем (Вермонт)
Шорем (англ. Shoreham) — місто (англ. town) в США, в окрузі Еддісон штату Вермонт. Населення — 1260 осіб (2020).

## Демографія
Згідно з переписом 2010 року, у місті мешкало 1265 осіб у 510 домогосподарствах у складі 360 родин. Було 625 помешкань
Расовий склад населення:
| - 96,9 % — білих - 0,6 % — чорних або афроамериканців - 0,3 % — азіатів - 0,2 % — корінних американців - 1,3 % — осіб інших рас |

До двох чи більше рас належало 0,6 %. Частка іспаномовних становила 2,5 % від усіх жителів.
За віковим діапазоном населення розподілялося таким чином: 21,1 % — особи молодші 18 років, 64,1 % — особи у віці 18—64 років, 14,8 % — особи у віці 65 років та старші. Медіана віку мешканця становила 44,7 року. На 100 осіб жіночої статі у місті припадало 101,4 чоловіків;  на 100 жінок у віці від 18 років та старших — 103,3 чоловіків також старших 18 років.
Середній дохід на одне домашнє господарство  становив 84 903 долари США (медіана — 61 250), а середній дохід на одну сім'ю — 91 333 долари (медіана — 73 750). Медіана доходів становила 44 432 долари для чоловіків та 40 789 доларів для жінок. За межею бідності перебувало 8,0 % осіб, у тому числі 5,6 % дітей у віці до 18 років та 13,3 % осіб у віці 65 років та старших.
Цивільне працевлаштоване населення становило 724 особи. Основні галузі зайнятості: освіта, охорона здоров'я та соціальна допомога — 21,0 %, сільське господарство, лісництво, риболовля — 16,2 %, виробництво — 11,3 %, будівництво — 10,6 %.